# Helmut Holter

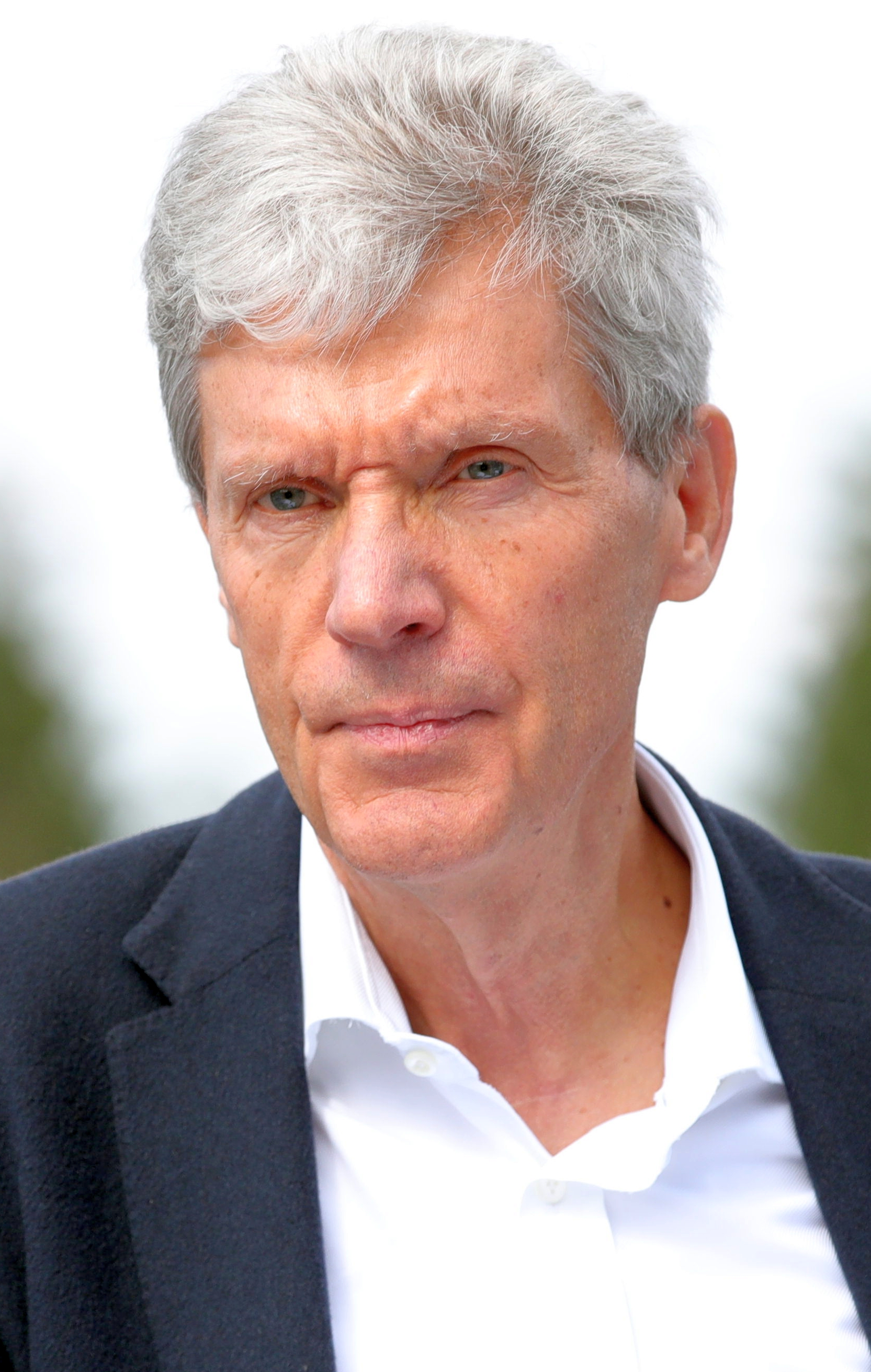
Helmut Holter, 2022

Helmut Holter (* 22. Mai 1953 in Ludwigslust) ist ein deutscher Politiker (Die Linke). In Mecklenburg-Vorpommern war er von 1998 bis 2006 Minister für Arbeit und Bau sowie von 2009 bis 2016 Vorsitzender der Landtagsfraktion der Linken. In Thüringen war er von 2017 bis 2024 Minister für Bildung, Jugend und Sport.

## Leben und Beruf
Holter wuchs als Sohn eines Zimmermanns in Malliß im Kreis Ludwigslust auf. Nach dem Abitur 1971 an der Arbeiter-und-Bauern-Fakultät in Halle (Saale) absolvierte er ein Studium am Moskauer Institut für Bauwesen, das er 1976 als Diplom-Ingenieur für Betontechnologie beendete.
Danach war er als Technologe und ab 1979 als Produktionsleiter im VEB Beton Nord in Milmersdorf tätig. Von 1981 bis 1985 war er hier Sekretär der SED-Betriebsorganisation.
1985 begann er ein postgraduales Studium an der Parteihochschule der KPdSU in Moskau, das er 1987 als Diplom-Gesellschaftswissenschaftler abschloss. Anschließend war er bis 1989 in der Abteilung Bau/Verkehr/Energie bei der SED-Bezirksleitung Neubrandenburg tätig.
Helmut Holter ist in zweiter Ehe verheiratet und hat zwei Töchter. Seine Frau Karina stammt aus Armenien. Holter dazu: „Weil ich kein Armenisch spreche, ist unsere Sprache Russisch.“

## Partei
1973 wurde Holter Mitglied der SED. Von 1991 bis 2001 war er Landesvorsitzender der PDS in Mecklenburg-Vorpommern sowie von 2000 bis 2002 Mitglied des PDS-Parteivorstandes. 2016 führte Holter wie bereits 2011 Die Linke als Spitzenkandidat in den Landtagswahlkampf.

## Abgeordneter
Vom November 1994 bis zur Niederlegung seines Mandates am 31. Dezember 2002 war Holter Mitglied des Landtages von Mecklenburg-Vorpommern. Bei der Landtagswahl 2006 wurde er erneut in den Landtag gewählt. Von 2006 bis 2009 war er stellvertretender Vorsitzender der Fraktion Die Linke, bevor er im April 2009 Fraktionsvorsitzender wurde. Im Zusammenhang mit seiner Ernennung zum Minister in Thüringen legte er zum 16. August 2017 erneut sein Landtagsmandat nieder.
Holter zog stets über die Landesliste in den Landtag ein; 2006 nahm er den Listenplatz 4 ein, 2011 und 2016 führte er die Liste an. Holter kandidierte 2006, 2011 und 2016 auch um ein Direktmandat im Landtagswahlkreis Schwerin II, wobei er jedes Mal am SPD-Abgeordneten Jörg Heydorn scheiterte.

## Öffentliche Ämter

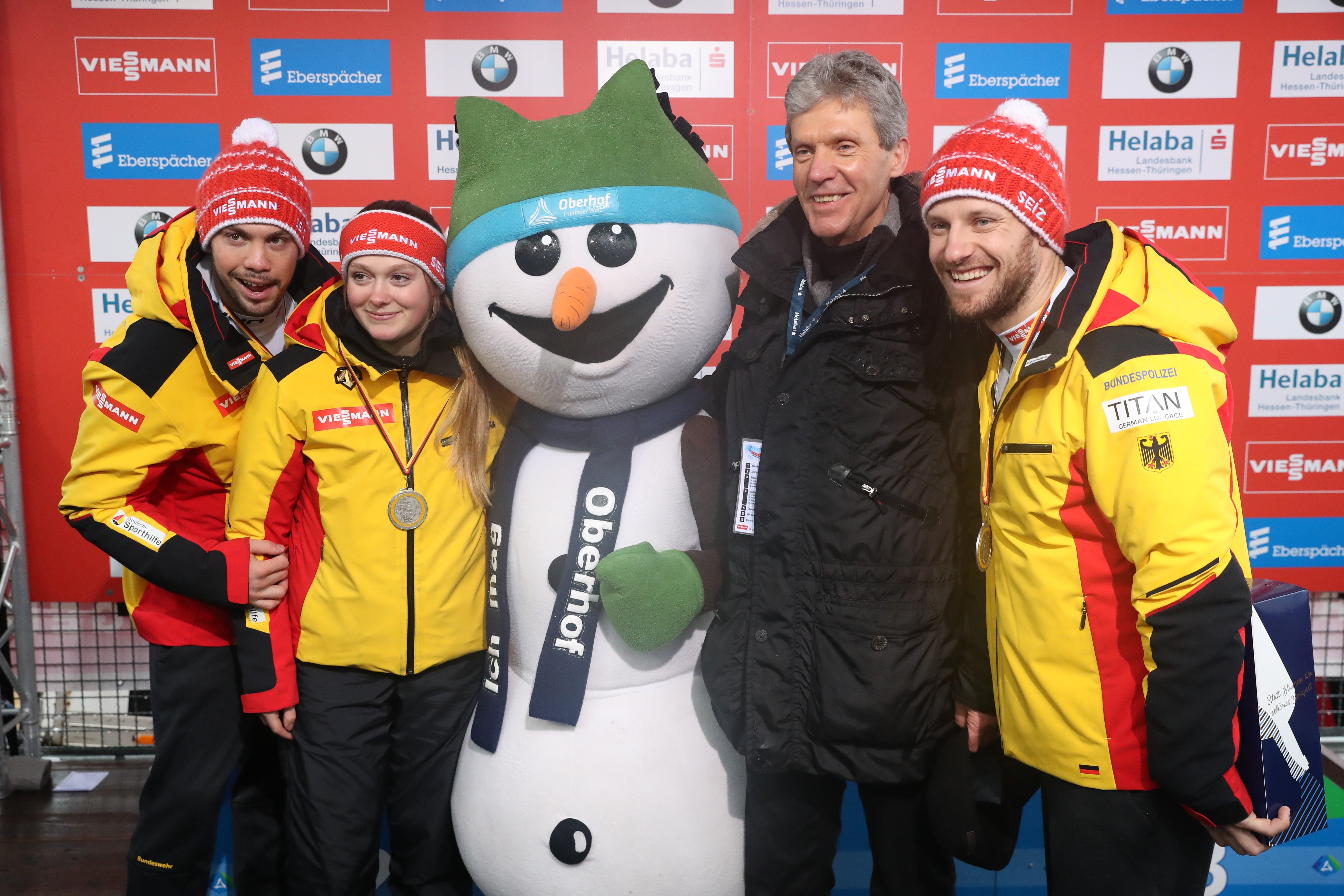
Holter in seiner Funktion als Minister für Bildung, Jugend und Sport beim Rennrodel-Weltcup 2020 in Oberhof mit Anna Berreiter, Tobias Wendl, Tobias Arlt und Maskottchen Schneemann Flocke

Nach der Landtagswahl 1998 wurde er am 3. November 1998 als Minister für Arbeit und Bau sowie als Stellvertreter des Ministerpräsidenten in die von Ministerpräsident Harald Ringstorff (SPD) geführte Landesregierung von Mecklenburg-Vorpommern berufen.
Ab dem 6. November 2002 war er Minister für Arbeit, Bau und Landesentwicklung des Landes Mecklenburg-Vorpommern. Nachdem die SPD nach der Landtagswahl 2006 eine Koalition mit der CDU einging, schied Holter am 7. November 2006 aus dem Amt.
Nach dem Rücktritt der Thüringer Bildungsministerin Birgit Klaubert benannte Ministerpräsident Bodo Ramelow Holter als designierten Nachfolger. Seine Vereidigung als Minister für Bildung, Jugend und Sport fand am 17. August 2017 statt.  Am 4. März 2020 wurde er erneut zum Minister für Bildung, Jugend und Sport ernannt. Im Amtsjahr 2018 war er Präsident der Kultusministerkonferenz. Mit dem Amtsantritt des Kabinetts Voigt schied er am 13. Dezember 2024 aus dem Ministeramt aus.